# Adolf Aronheim (Jurist)

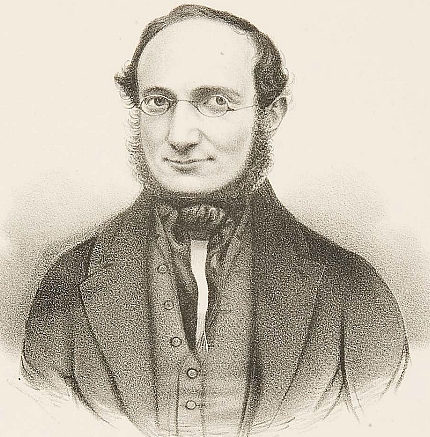
Adolf Aronheim

Adolf Aronheim (geboren am 18. Januar 1818 in Braunschweig; gestorben am 18. April 1880 ebenda), auch Awraham Aronheim HaCohen, war ein deutscher Jurist und Politiker jüdischen Glaubens. Er war der erste jüdische Rechtsanwalt in Braunschweig und der erste jüdische Abgeordnete in der Braunschweigischen Landesversammlung sowie der Begründer einer bekannten Braunschweiger Juristenfamilie.

## Leben und Werk
Adolf war das jüngste von sechs Kindern des Kaufmanns Meyer Marcus Aronheim (1774–1825) und dessen Ehefrau Adelheid, geb. Lazarus Berenhart (1777–1847). Nach erfolgreichem Besuch des Collegium Carolinum studierte Aronheim von 1838 bis 1841 Rechtswissenschaften an der Universität Heidelberg, wo er auch mit der Dissertation Natura negotii quod dicunt Heuergeschäft secundum regulas juris communis promovierte.
In Braunschweig war er der erste Jude, der zur Rechtsanwaltsprüfung in der Stadt zugelassen wurde. Nachdem er diese bestanden hatte, erhielt er die Genehmigung, sich als Anwalt niederlassen zu können. Die Tätigkeit als Notar wurde ihm jedoch zeitlebens aufgrund seines jüdischen Glaubens von den Behörden mit dem Argument, ein Jude könne einem Christen keinen Eid abnehmen, verweigert.

### Revolution von 1848/1849

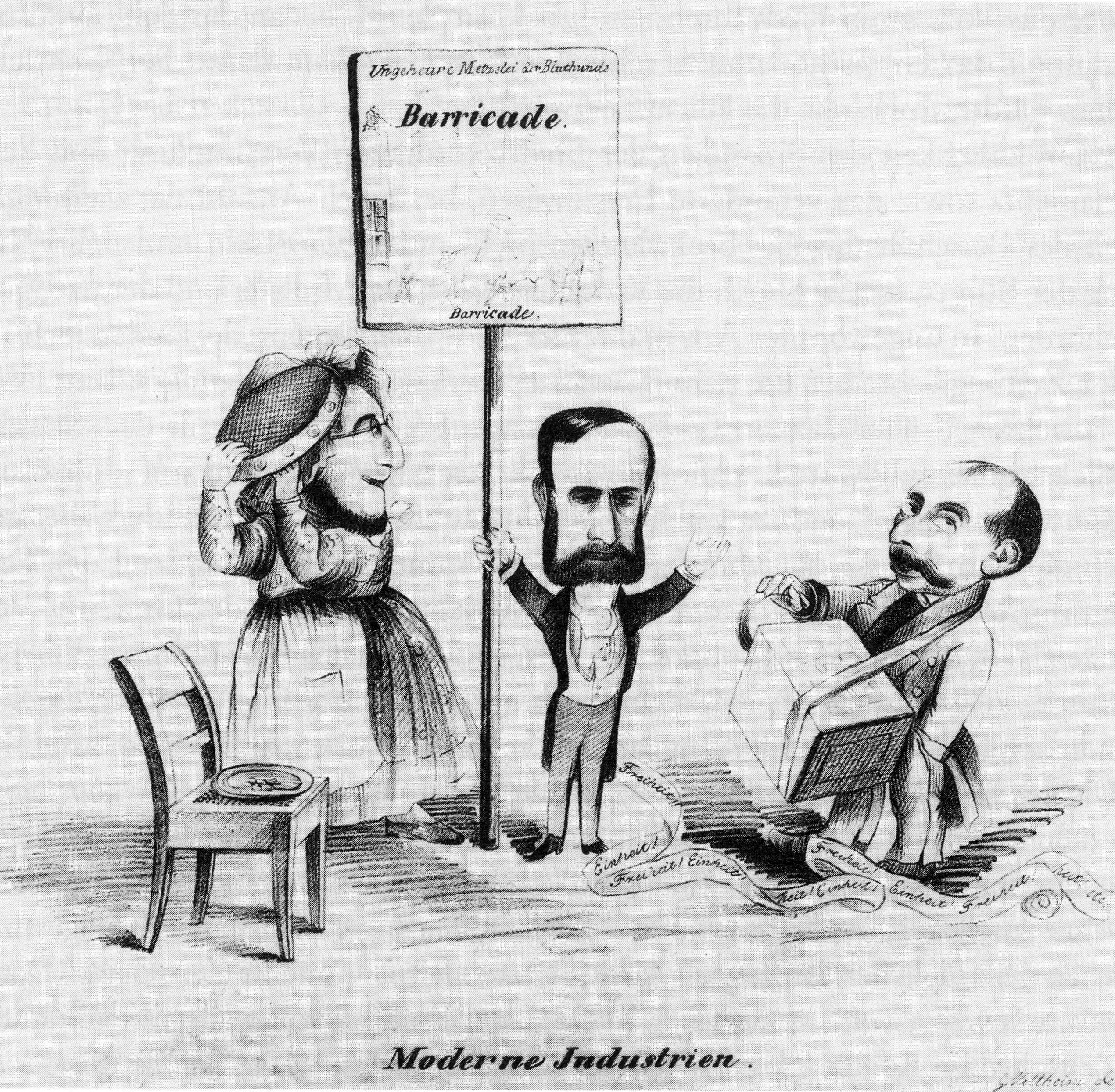
Revolution von 1848/1849 in Braunschweig: „Moderne Industrien“, Karikatur von Hans von Veltheim. Dargestellt sind als Bänkelsänger die Braunschweiger Politiker: Adolf Aronheim (links), August Hollandt (Mitte) und Egmont Lucius (rechts).

Zusammen mit den Juristen August Hollandt und Egmont Lucius sowie Karl Steinacker und Eduard Vieweg gehörte Aronheim in Braunschweig zu den treibenden Kräften der liberal-demokratischen Revolution des Jahres 1848. So war er im Vorstand des Braunschweiger Volksvereins. Zusammen mit Lucius gehörte er zu den intellektuellen Leitfiguren des im selben Jahr gegründeten Braunschweiger Arbeitervereins. Hollandt und Eduard Trieps empfahlen ihm, für die Wahl zur Frankfurter Nationalversammlung zu kandidieren, jedoch scheiterte Aronheim. 1849 war er – als erster Jude – Mitglied der Braunschweigischen Landesversammlung, legte sein Mandat aber nieder, da ihm die Politik der Landesregierung zu konservativ erschien.

### Nach der Revolution von 1848/1849
Nachdem er sein politisches Mandat niedergelegt hatte, wandte er sich wieder dem Anwaltsberuf zu, in dem er sehr erfolgreich und geachtet war. So war er 1851 Verteidiger im ersten „Braunschweiger Sozialistenprozess“. 1850 war er an der Organisation des Dritten Demokratenkongesses in Braunschweig beteiligt.
1859 war Aronheim Gründungsmitglied des Deutschen Nationalvereins und 1860 Mitbegründer des Deutschen Juristentages. Später wurde er Mitglied der Nationalliberalen Partei. Zwischen 1866 und 1872 gehörte er erneut dem Braunschweigischen Landtag an.
1870 wurde Aronheim Direktoriumsmitglied der gerade gegründeten Braunschweigischen Eisenbahngesellschaft, die aus der Privatisierung der Herzoglich Braunschweigischen Staatseisenbahn hervorgegangen war. Darüber hinaus war er Sprecher im Landesgerichtshof, zwischen 1862 und 1868 Repräsentant und von 1868 bis 1880 Vorsteher der jüdischen Gemeinde in Braunschweig.
1878 trat Aronheim ein letztes Mal politisch in Erscheinung, als er nach den zwei gescheiterten Attentatsversuchen auf Kaiser Wilhelm I. alle reichstreu gesinnten bürgerlichen Kräfte zur Sammlung gegen die Sozialdemokratie aufrief.

### Familie

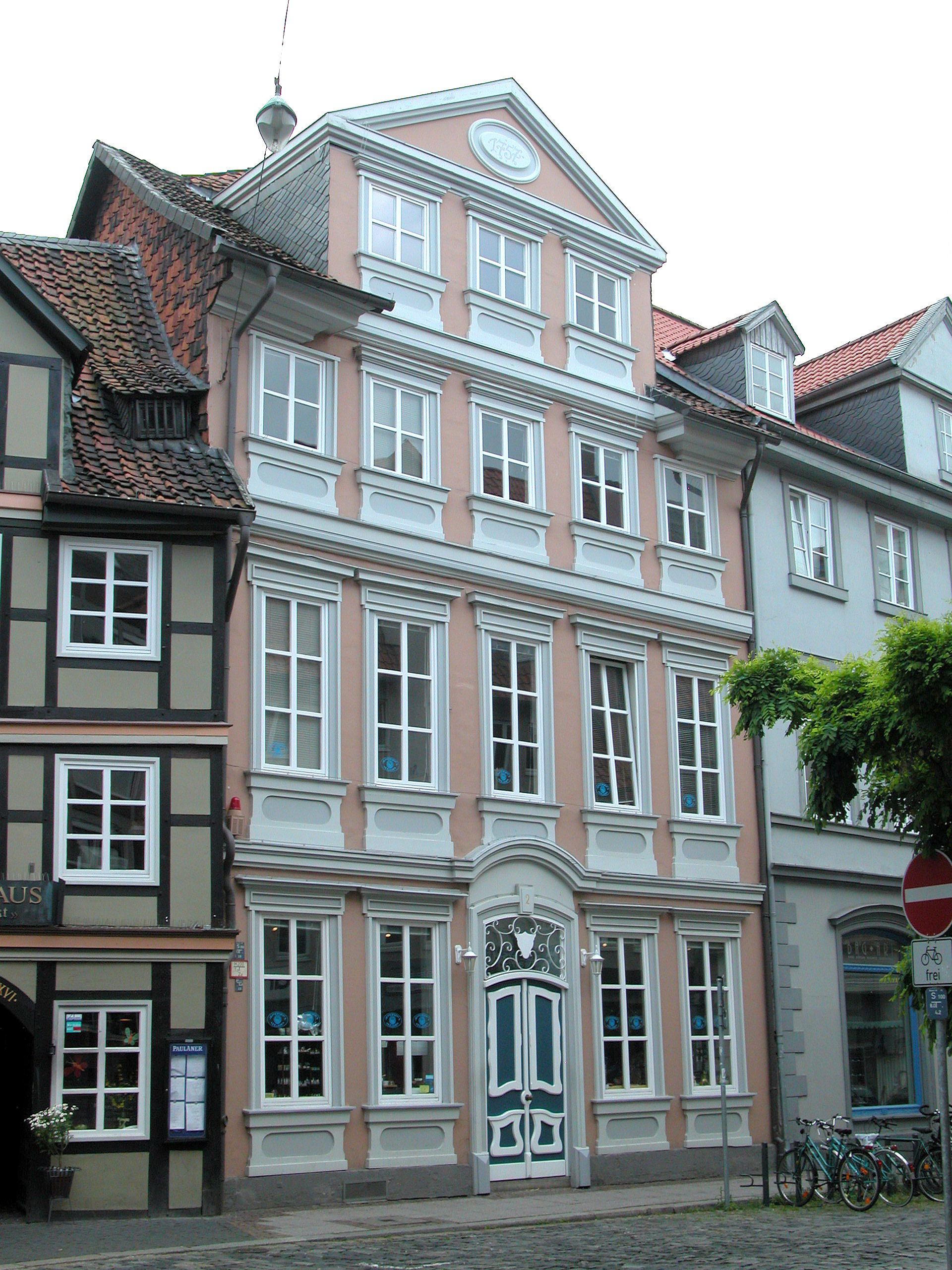
Braunschweig, Ziegenmarkt 2: Das Elternhaus Adolf Aronheims.

Adolf Aronheim war zweimal verheiratet. Seine erste Ehefrau, Minna, geb. Adler (1813–1846) verstarb wenige Tage nach der Geburt ihrer Tochter Bertha (1846–1848). In zweiter Ehe war Aronheim mit Rosalie, geb. Simon (1827–1896) verheiratet, mit der er die vier Kinder Max (1849–1905), Berthold (1850–1881), Adelheid (1853–1895) und Isaak Richard (1859–1916) hatte. Die Söhne Max und Richard wurden wie ihr Vater bekannte Juristen. Die Tochter Adelheid heiratete vor Weihnachten 1872 den Juristen Ferdinand Philipp.
Adolf Aronheims Grab befindet sich auf dem Jüdischen Friedhof an der Hamburger Straße in Braunschweig.